# Pollack (Familienname)
Pollack ist ein deutscher Familienname.

## Namensträger
- Alexander Pollack von Klumberg (1821–1889), österreichischer Offizier
- Andrea Pollack (1961–2019), deutsche Schwimmerin
- Arthur Pollack (1885–1945), deutscher Lokalpolitiker (SPD), Gegner und Opfer des NS-Regimes
- Ben Pollack (1903–1971), US-amerikanischer Jazz-Schlagzeuger und Bandleader
- Bernhard Pollack (1865–1928), deutscher Augenarzt und Pianist
- Christian Pollack (* 1946), österreichischer Dirigent und Hochschullehrer
- Daniel Pollack (* 1935), US-amerikanischer Pianist und Musikpädagoge
- Detlef Pollack (* 1955), deutscher Soziologe
- Doreen Pollack (1921–2005), britisch-amerikanische Gehörlosenpädagogin
- Eduard Pollack (1845–1879), deutscher Opernsänger (Tenor), siehe Eduard Basta
- Elke Pollack (* 1960), deutsche Malerin und Grafikerin
- Erwin Pollack (1863–1915), deutscher klassischer Philologe
- Hans Pollack (1891–1968), österreichischer Maler, Grafiker und Bankbeamter
- Harvey Pollack (1922–2015), US-amerikanischer Sportstatistiker
- Hermann Pollack (1807–1881), österreichischer Unternehmer
- Howard Pollack (* 1952), US-amerikanischer Pianist und Musikwissenschaftler
- Hubert Pollack (1903–1967), jüdischer Funktionär
- James B. Pollack (1938–1994), US-amerikanischer Astrophysiker und Planetologe
- Jeff Pollack (1959–2013), US-amerikanischer Regisseur, Drehbuchautor und Filmproduzent
- Josef Pollack (1880–1958), deutscher Kaufmann und Fußballspieler
- Julie Pollack (1847–1899), deutsche Opernsängerin (Sopran), siehe Julie Basta
- Julius Pollack (1832–1916), österreichischer Großkaufmann
- Kenneth M. Pollack (* 1966), US-amerikanischer Politologe
- Klaus Pollack (1942–2015), deutscher Kommunalpolitiker (SPD)
- Leopold Pollack (1806–1880), österreichischer Maler, siehe Leopold Pollak
- Leopold Pollack von Parnegg (1839–1922), österreichischer Textil-Großindustrieller
- Leopoldo Pollack (1751–1806), auch Pollak oder Pollach, italienischer Architekt
- Lew Pollack (1895–1946), US-amerikanischer Komponist
- Martha E. Pollack (* 1958), US-amerikanische Informatikerin
- Martin Pollack (1944–2025), österreichischer Autor
- Mihály Pollack (1773–1855), ungarischer Architekt
- Naomi Pollack (* 1930), US-amerikanische Schauspielerin
- Olaf Pollack (* 1973), deutscher Radsportler
- Peter Pollack (1930–2017), deutscher Politiker, Minister für Ernährung, Land- und Forstwirtschaft der DDR
- Rachel Pollack (1945–2023), US-amerikanische Science-Fiction- und Esoterik-Autorin
- Rafael Pollack (* 1988), österreichischer Fußballspieler
- Rainer Pollack (* 1970), deutscher Kulturmanager
- Robert Pollack (Biologe) (* 1940), US-amerikanischer Biologe
- Rüdiger Pollack (1953–2023), deutscher Schlagersänger, siehe Rüdiger Wolff
- Siegfried Pollack (1929–2018), deutscher Künstler
- Sydney Pollack (1934–2008), US-amerikanischer Filmregisseur, -produzent und Schauspieler
- Ursula Pollack (* 1919), deutsche Schwimmerin
- Valentin Pollack (1900–1994), deutscher Architekt
- Vinzenz Pollack (1847–1932), österreichischer Geodät und Eisenbahntechniker
- Werner Pollack (1886–1979), deutscher Verwaltungsjurist und Regierungspräsident
- William Pollack (1926–2013), britisch-amerikanischer Chemiker und Immunologe
- Willy Pollack (1887–1946), deutscher Buch- und Kunsthändler, Verleger, Herausgeber, Autor